# The Brain from Planet Arous
The Brain from Planet Arous é um filme americano de 1957, do gênero ficção científica, dirigido por Nathan Juran, com roteiro de Ray Buffum.